# 毛葉鹽藻
毛葉鹽藻（学名：Halophila decipiens）为水鱉科喜盐草屬下的一个种。

## 扩展阅读
- 維基物種上的相關：毛葉鹽藻